# 글리제 884
글리제 884(Gliese 884)는 물병자리에 있는 오렌지색 왜성이다. 이 별은 비교적 큰 고유 운동을 보여주며, 지구에서 27광년 정도 떨어져 있다. 글리제 884의 분광형은 K5에서 M1 사이로 밝혀져 있으나 정확한 위치는 불명확하다. 글리제 884의 질량은 태양의 63퍼센트, 반경은 67퍼센트, 밝기는 4퍼센트 정도이다. 겉보기 등급은 7.89로 맨눈으로는 볼 수 없다.

## 같이 보기
- 물병자리의 항성 목록